# إدفارد باير
إدفارد باير (بالنرويجية البوكمول: Edvard Beyer)‏ هو مؤرخ وبروفيسور نرويجي، ولد في 6 أكتوبر 1920 في هاوغسوند في النرويج، وتوفي في 10 نوفمبر 2003 في باروم في النرويج.